# Волга
Вижте пояснителната страница за други значения на Волга.
Волга (на руски: Во́лга) е голяма река в европейската част на Русия, най-дългата в Европа, трета в Русия след Лена и Об и една от най-големите реки на Земята. Дължината на реката е 3531 km (до построяването на водохранилищата по течението на реката – 3690 km). Дължината ѝ заедно с река Кама е 3560 km, а с река Ока – 3731 km. Площта на водосборния басейн – 1360 хил. km2. Влива се чрез огромна делта в Каспийско море, като крайният ляв ръкав от делтата ѝ, река Кигач, протича по територията на Казахстан.

## Произход на името
В произведенията на античните автори от първите векове на новата ера Клавдий Птолемей и Амиан Марцелин Волга е наричана Ра (на латински: Rha, ср. ерзянската дума Рав). В Средновековието реката е известна под името Итил (на татарски: Идел, на казахски: Еділ, Едиль). Според версия съвременното си название Волга придобива от древното марийско име на реката Волгыдо („светла“). По друга версия идва от угро-финската дума valkea, която има значение „светъл“, „бял“; по трета – идва от названието Болга, свързано с живеещите на бреговете ѝ волжки българи. Но самите българи са наричали Волга Итил или А́дил (има версия, че значението на хидронимите Волга и Итил тогава не съвпада със съвременното). За най-вероятно се счита произходът на етнонима Волга да е от праславянското Vьlga (ср. во́лглый – волога – влага), като по такъв начин е възможно смисълът на името Волга да означава „вода“, или образно „голяма вода“ благодарение на размерите на реката. За славянската версия за произхода на името говори и наличието на реките Вълга в Чехия и Вилга в Полша.

## Исторически сведения
Предполага се, че първото споменаване на Волга се среща в трудовете на древногръцкия историк Херодот (V век пр.н.е.) В разказ за похода на персийския цар Дарий срещу скитите Херодот съобщава, че Дарий, преследвайки скитите зад река Танаис (Дон), спира на река Оар. Възможно е Оар да е Волга, макар че Херодот пише също, че Оар се влива в Меотида (Азовско море). Волга може би е спомената през I век пр.н.е. и от Диодор Сицилийски: 
| „ | Отначало те [скитите] живеели в незначителен брой край река Аракс и били презирани за своето безславие. Но още в древността, под управлението на войнствен и отличаващ се със стратегически способности цар, те спечелили за себе си страна – в планините до Кавказ, в низините до крайбрежието на Океана и Меотийското езеро, и другите области до река Танаис. | “ |

 На основание на тези сведения са възможни опити за отъждествяването на река Аракс с Волга.
В писмените древноримски източници от II – IV век Волга е наричана Ра – „щедра“, а в арабски източници от IX век е с името Ателю – „река на реките“, „велика река“. В най-ранната древноруска летопис „Повести временных лет“ се казва: „От този Волоковски лес потича Волга на изток и се втича в морето Хвалиско.“ (Волоковски лес е старинното название на Валдайското възвишение, а Хвалиско е името на Каспийско море).
Географското положение на Волга и големите ѝ притоци още към VIII век обуславят важното ѝ значение като търговски път между Изтока и Запада. Именно по Волжкия търговски път арабското сребро достига до скандинавските страни. От Арабския халифат се изнасят тъкани и метали, а от славянските земи – роби, кожи, восък, мед. През IX-X век в търговията по реката значителна роля играят такива центрове като хазарския Итил в устието, прабългарския Булгар на Средна Волга и руските Ростов Велики, Суздал и Муром в горното Поволжие. От XI век търговията отслабва, а през XIII век монголо-татарското нашествие нарушава стопанските връзки по реката, освен в басейна на Горна Волга, където активна роля играят Новгород, Твер и градовете на Владимиро-Суздалското княжество.
От XV век значението на търговския път е възстановено, като расте ролята на такива центрове като Казан, Нижни Новгород и Астрахан. Покоряването от Иван Грозни в средата на XVI век на Казанското и Астраханското ханства води до обединението на цялата речна система на Волга под властта на Русия, което способства разцвета на волжката търговия през XVII век. Възникват нови големи градове – Самара, Саратов, Царицин; голяма роля също така имат Ярославъл, Кострома и Нижни Новгород. По онова време по Волга плават големи кервани от кораби (до 500 съда). През XVIII век основните търговски пътища се изместват на Запад, а икономическото развитие на Долна Волга се задържа поради слабата заселеност и набезите на чергари. През XVII—XVIII век басейнът на Волга е основният район на действие на въстанията на селяни и казаци, по време на селските войни под ръководството на Степан Разин и Емелян Пугачов.
През XIX век настъпва значително развитие на Волжкия търговски път след съединяването чрез Мариинската речна система на басейните на Волга и Нева (1808), възниква голям речен флот (през 1820 г. е спуснат първият параход), а на реката работи огромна армия от бурлаци (до 300 хиляди души). Превозват се големи количества хляб, сол, риба, по-късно нефт и памук.
Развитието на Гражданската война в Русия е силно свързано с установяването на властта на Комитета на Учредителното събрание в редица градове на Поволжието през 1918 г. Спечелването на контрола на болшевиките над Волга се счита за преломен момент в Гражданската война, тъй като той осигурява достъп до житните ресурси и бакинския нефт. Важно значение в Гражданската война изиграва отбраната на Царицин, в която активна роля има Йосиф Сталин, послужило по-късно за повод за преименуването на града на Сталинград.
В годините на социалистическото строителство във връзка с индустриализацията на цялата страна значението на Волжкия път нараства. В края на 1930-те години Волга започва да се използва и като източник на електроенергия. В периода на Великата Отечествена война Волга става арена на мащабната битка при Сталинград. В следвоенния период икономическата роля на реката значително се увеличава, особено след построяването на редица големи водохранилища и водноелектрически централи.

## Географска характеристика

### Извор, течение, устие

#### Извор
Волга извира от Валдайското възвишение на 228 m н.в., на 200 m югозападно от село Волговерхове, Осташковски район на Тверска област и се насочва на юг и югоизток, като последователно преминава през езерата Малко и Голямо Верхити, Стерж, Вселуг, Пено и Волго, обединени в така нареченото Горноволжко водохранилище, изградено още през 1843 г., т.нар. Горноволжки бейшлот – система от шлюзове за регулиране на водата и поддържане на плавателната дълбочина по реката.

#### Горно течение
Горното течение на Волга обхваща участъка от извора (3531 km) до устието на река Ока (при 2231 km) – 1300 km. В най-горното си течение протича през Валдайското възвишение. Долината ѝ е сравнително тясна и силно залесена. Между градовете Твер и Рибинск на Волга са построени водохранилищата Иванковско (наричано „Московско море“) – с язовирна стена и ВЕЦ край гр. Дубна, Угличко (с ВЕЦ край Углич) и Рибинско (с ВЕЦ край Рибинск). В района Рибинск – Ярославъл и до Кострома реката протича в тясна долина сред високи брегове, прекосявайки Угличко-Даниловското и Галичско-Чухломското възвишения. След това Волга тече през Унженската и Балахнинската низини. Край Городец (над Нижни Новгород) реката е преградена от язовирната стена на Нижегородската ВЕЦ, образувайки Горкиевското водохранилище.

#### Средно течение
Средното течение на реката се простира между устията на реките Ока (при 2231 km) и Кама (при 1804 km) – 427 km. В този участък Волга става още по-пълноводна като посоката ѝ е от запад на изток и заобикаля от север и северизток северната част на Приволжкото възвишение – десният ѝ (южен и югозападен) бряг е висок, а левият – много широк и равен. При Чебоксари се намира Чебоксарската ВЕЦ, отвъд чиято язовирна стена е Чебоксарското водохранилище.

#### Долно течение
Долното течение на реката започва от устието на река Кама и е с дължина 1804 km. В началото реката тече покрай източните склонове на Приволжкото възвишение, като до град Волгоград бреговете ѝ запазват същата си характеристика като в средното – висок десен (западен) и нисък ляв (източен) бряг. В околностите на град Толиати, над извивката Самарская Лука, която реката образува, заобикаляйки Жигульовските възвишения, е построена язовирната стена на Жигульовската ВЕЦ, като по-нагоре по реката се простира Куйбишевското водохранилище. В района на град Балаково е издигната стената на Саратовската ВЕЦ. На 21 km преди Волгоград от Волга се отделя ляв ръкав – Ахтуба, с дължина 537 km, който тече успоредно на основното русло. Обширното пространство между Волга и Ахтуба, пресечено от многобройни странични протоци и пресъхнали корита, се нарича Волго-Ахтубинска пойма. Ширината на разливите в пределите ѝ по-рано е достигала 20 – 30 km. На Волга, между Ахтуба и Волгоград, е построена Волжката ВЕЦ с простиращото се преди язовирната ѝ стена Волгоградско водохранилище. След град Саратов водосборният басейн на реката силно се стеснява и след град Камишин Волга не получава никакви притоци.

#### Делта
Голямата делта на Волга започва от мястото на отделянето на ръкава Ахтуба от основното русло и е сред най-големите в Русия. Същинската делта започва на 46 km северно от град Астрахан, където наляво се отделя коритото на големия ръкав Бузан. В делтата могат да се изброят до 500 ръкава, протоци, острови и малки реки. Главните ръкави са Бахтемир, Камизяк, Стара Волга, Болда, Бузан и Ахтуба (от тях в плавателно състояние се поддържа Бахтемир като част от Волго-Каспийския канал). Волжкият ръкав Кигач пресича територията на Курмангазинския район на Атърауска област в Казахстан. С този ръкав започва началото на водния път „Волга – Мангишлак“.
В историята си делтата на Волга е менила положението си. Така например според Лев Гумильов „Във II век започва засушаване на аридната зона, достигащо максимум в III век. За този период Каспийско море повишава нивото си до отметка минус 33 – 32 m. Волга повлича такова количество вода, което тогавашното русло не успява да вмести, и образува делта от съвременен тип. На юг делтата се простира почти до полуострова Бузачи (Северен Мангишлак).“

### Водосборен басейн, притоци

#### Водосборен басейн
Водосборният басейн на реката обхваща площ от 1 360 000 km2, заема около ⅓ от територията на европейска Русия и се простира от Валдайското и Средноруското възвишение на запад до Урал на изток. Той е най-голямата безотточна област в света, която не се оттича към Световния океан. Основната, водозахранваща, част от басейна на Волга, на изток – до градовете Нижни Новгород и Казан, е разположена в горската зона; средната част (до градовете Самара и Саратов) – в смесени горски и степни местности; долната част (до Волгоград) – в степна зона; а южната – в полупустинни райони.
Във водосборния басейн на реката попадат териториите (или части от териториите) на Астраханска, Брянска, Владимирска, Волгоградска, Вологодска, Ивановска, Калужка, Кировска, Костромска, Ленинградска, Липецка, Московска, Нижгородска, Новгородска, Оренбургска, Орловска, Пензенска, Рязанска, Самарска, Саратовска, Свердловска, Смоленска, Тамбовска, Тверска, Ульяновска, Челябинска, Ярославска области, Пермския край, Башкортостан, Калмикия, Коми, Марий Ел, Мордовия, Татарстан, Удмуртия и Чувашия.
Границите на водосборния басейн на реката са следните:
- на югозапад – водосборния басейн на река Дон;
- на запад – водосборните басейни на реките Днепър и Западна Двина;
- на север – водосборните басейни на реките Онега и Северна Двина;
- на северозапад – водосборния басейн на река Нева;
- на североизток – водосборния басейн на река Печора;
- на изток – водосборния басейн на река Об;
- на югоизток – водосборните басейни на реките Урал, Голям Узен и Малък Узен.

#### Притоци
Река Волга получава около 200 притока с дължина над 50 km, като 44 от тях са дължина над 100 km, в т.ч. 23 – между 101 и 200 km; 15 – между 201 и 500 km; 4 с дължина от 501 до 1000 km и 2 притока с дължина над 1000 km. По-долу са изброени всичките тези 44 броя реки, за които е показано на кой километър по течението на реката се вливат, дали са леви (→), или десни (←), тяхната дължина, площта на водосборния им басейн (в km2) и мястото където се вливат.
- 3322 ← Тудовка 103 / 1140, северно от село Шпалево, Тверска област
- 3242 ← Вазуза 162 / 7120, при град Зубцов, Тверска област
- 3102 → Тма 142 / 1850, западно от град Твер, Тверска област
- 3084 → Тверца 188 / 6510, в град Твер, Тверска област
- ← Шоша 163 / 3080, в Ивановското водохранилище, при посьолок Козлово, Тверска област
- 2962 ← Дубна 167 / 5350, в град Дубна, Московска област
- 2917 → Медведица 259 / 5570, в Угличкото водохранилище, при село Медведицкое, Тверска област
- 2908 ← Нерл 112 / 3270, в Угличкото водохранилище, при село Волнога, Тверска област
- 2889 → Кашинка 128 / – в Угличкото водохранилище, югоизточно от град Кашин, Тверска област
- → Молога 456 / 29 700, в Рибинското водохранилище, при град Весегонск, Тверска област
- → Суда 184 / 13 500, в Рибинското водохранилище, при посьолок Суда, Вологодска област
- → Шексна 139 / 19 000, в Рибинското водохранилище, при град Череповец, Вологодска област
- 2623 ← Которосл 132 / 6370, в град Ярославъл, Ярославска област
- 2584 ← Солоница 138 / 1470, при посьолок Некрасовское, Ярославска област
- → Кострома 354 / 16 000, в Горкиевското водохранилище, при град Кострома, Костромска област
- 2428 → Мера 152 / 2380, в Горкиевското водохранилище, при град Кинешма, Ивановска област
- 2374 → Ньомда 146 / 4750, в Горкиевското водохранилище, при село Поломи, Костромска област
- 2372 → Унжа 426 / 28 900, в Горкиевското водохранилище, при село Дорогиня, Костромска област
- 2266 → Узола 147 / 1920, при град Балахна, Нижегородска област
- 2242 → Линда 122 / 1630, при град Нижни Новгород, Нижегородска област
- 2231 ← Ока 1500 / 245 000, в град Нижни Новгород, Нижегородска област
- 2182 ← Кудма 144 / 2200, при село Ленинская Слобода, Нижегородска област
- 2142 → Керженец 290 / 6140, при село Макарево, Нижегородска област
- 2064 ← Сура 841 / 67 500, в Чебоксарското водохранилище, при посьолок Василсурск, Нижегородска област
- 2029 → Ветлуга 889 / 39 400, в Чебоксарското водохранилище, при посьолок Юрино, Република Марий Ел
- 2016 → Рутка 153 / 1950, в Чебоксарското водохранилище, при село Озерки, Република Марий Ел
- 1939 ← Цивил 170 / 4690, при град Новочебоксарск, Република Чувашия
- 1925 → Болшая Кокшага 294 / 6330, при село Семьоновка, Република Марий Ел
- 1920 → Малка Кокшага 194 / 5160, при село Семьоновка, Република Марий Ел
- 1875 → Илет 204 / 6450, при град Волжск, Република Марий Ел
- 1852 ← Свияга 375 / 16 700, в Куйбишевското водохранилище, при посьолок Нижни Вязовие, Република Татарстан
- 1804 → Кама 1805 / 507 000, в Куйбишевското водохранилище, при град Чистопол, Република Татарстан
- 1551 → Болшой Черемшан 336 / 11 500, в Куйбишевското водохранилище, при град Димитровград, Уляновска област
- 1429 → Сок 363 / 11 700, при посьолок Волжки, Самарска област
- 1398 → Самара 594 / 46 500, в град Самара, Самарска област
- 1362 → Чапаевка 298 / 4810, при град Новокуйбишевск, Самарска област
- 1269 ← Сизранка 168 / 5650, в Саратовското водохранилище, в град Сизран, Самарска област
- 1209 → Чагра 251 / 3440, в Саратовското водохранилище, при село Березовая Лука, Саратовска област
- 1150 → Малък Иргиз 235 / 3900, в Саратовското водохранилище, при село Софинка, Саратовска област
- 1096 → Голям Иргиз 675 / 24 000, при село Караси, Саратовска област
- 1035 → Голям Караман 198 / 4260, във Волгоградското водохранилище, при село Уст Караман, Саратовска област
- 1023 ← Терешка 273 / 9710, във Волгоградското водохранилище, при село Кошили, Саратовска област
- 802 → Еруслан 278 / 5570, във Волгоградското водохранилище, при село Валуевка, Волгоградска област
- → Торгун 145 / 2550, във Волгоградското водохранилище, при село Торгунски, Волгоградска област

### Хидроложки показатели
Захранването на Волга се осъществява от топенето на снеговете (60% от годишния отток), от почвени (30%) и от дъждовни (10%) води. Естественият режим се характеризира с пролетно пълноводие (април – юни), маловодие през лятото и зимата и есенни дъждовни прииждания (през октомври).
Реката води началото си от 228 m н.в. и се влива на -28 m под морското равнище, като денивелацията ѝ от извора до устието е 256 m.
Преди изграждането на големите водохранилища по реката годишните колебания на нивото ѝ са достигали 11 m край Твер, 15 – 17 m – след вливането на Кама и 3 m – при Астрахан. След построяването на водохранилищата оттокът на Волга е регулиран и колебанията в нивото ѝ рязко намаляват.
Средногодишният дебит при Горноволжкия бейшлот е 29 m3/s, край град Твер – 182, край Ярославъл – 1110, край Нижни Новгород – 2970, край Самара – 7720, и край Волгоград – 8060 m3/s. След Волгоград реката губи около 2% от оттока си от изпаряване. Максималният воден отток в периода на пълноводие в миналото е достигал 67 000 m³/s – след вливането на Кама, а при Волгоград, в резултат от разлива по заливната тераса, не е превишавал 52 000 m³/s. Вследствие регулирането на оттока максималния дебит при пълноводие е намален, а дебитът през лятното и зимното маловодие силно се повишава. Водният баланс на басейна на Волга до Волгоград (като средна стойност за дългогодишен период) е: понижение 662 mm, или 900 km3; речен отток 187 mm, или 254 km3; изпарение 475 mm, или 646 km3 за година. До създаването на водохранилищата Волга е носила към устието около 25 млн. тона наноси и 40 – 50 млн. тона разтворени минерални вещества на година.
Волга замръзва в горното и средното си течение в края на ноември, в долното – в началото на декември. Със създаването на водохранилищата топлинният режим на реката се променя: на горните участъци продължителността на заледяването се увеличава, а на долните става по-кратка. Край Астрахан реката се размразява в средата на март, през първата половина на април се размразява в горното си течение и под Камишин, а в средата на април – по цялата останала част. Свободна от лед е за около 200 дни, а близо до Астрахан – около 260 дни. Температурата на водата на реката през юли достига 20 – 25 °C.

## Селища
По течинето на реката са разположени стотици населени места, в т.ч. 67 града:
- Тверска област – Ржев, Зубцов, Старица, Твер, Кимри, Калязин, Весегонск;
- Московска област – Дубна;
- Ярославска област – Углич, Рибинск, Тутаев, Ярославъл;
- Вологодска област – Череповец;
- Костромска област – Кострома, Волгореченск;
- Ивановска област – Наволоки, Кинешма, Заволжск, Юревец, Пучеж;
- Нижегородска област – Чкаловск, Заволже, Городец, Балахна, Нижни Новгород, Бор, Кстово, Лисково;
- Република Марий Ел – Козмодемянск, Звенигово, Волжск;
- Република Чувашия – Чебоксари, Новочебоксарск, Козловка;
- Република Татарстан – Зеленодолск, Казан, Чистопол, Болгар, Тетюши;
- Уляновска област – Уляновск, Новоуляновск, Сенгилей, Димитровград;
- Самарска област – Толияти, Жигульовск, Самара, Новокуйбишевск, Октябърск, Сизран;
- Саратовска област – Хвалинск, Балаково, Волск, Маркс, Енгелс, Саратов;
- Волгоградска област – Камишин, Николаевск, Дубовка, Волжки, Волгоград, Краснослободск;
- Астраханска област – Знаменск, Ахтубинск, Харабали, Нариманов, Астрахан, Камизяк.

## Стопанско значение
Волга е съединена с Балтийско море чрез Волго-Балтийския воден път, Вишневолоцката и Тихвинската водни системи; с Бяло море – чрез Северодвинската система и Беломорско-Балтийския канал; с Азовско и Черно море – чрез Волго-Донския канал. Чрез Канал Москва се свързва и с Москва.
В басейна на Горна Волга се намират големи горски масиви, в Средното и частично в Долното Поволжие обширни площи са заети от посеви с житни и технически култури. Развито е отглеждането на динени култури и градинарството. Във Волго-Уралския район има залежи на нефт и газ, близо до Соликамск – големи залежи на калиеви соли, а в Долното Поволжие (езерата Баскунчак и Елтон) – сол.
Волга е обитавана от около 70 вида риби, като от тях 40 имат стопанско и търговско значение (най-важните са бабушка, херинга, платика, судак (вид бяла риба), шаран, сом, щука, есетра и чига).
Вътрешните водни пътища по Волга са: Ржев – пристанище Колхозник (589 km), Колхозник – Бертюл (2604 km), 40-километров участък в делтата на реката. В целия водосборен басейн на реката са разположени над 900 пристанища, пристани и кейове и около 550 пристани на промишлени предприятия. Основни пристанища по течението на реката са: Твер, Череповец, Рибинск, Ярославъл, Кинешма, Нижни Новгород, Чебоксари, Казан, Уляновск, Толияти, Самара, Саратов, Волгоград и Астрахан. Продължителността на експлоатацията на пристанищата е от 180 – 200 дни в горното течение до 240 дни в Астрахан. Нагоре по реката се транспортират нефт, нефтопродукти, сол, въглища, пшеница, метали, плодове, риба и други, а надолу – дървен материал (на кораби и салове), машини, минерални торове, строителни и промишлени материали.
|  |  |  |

## Полемика: Волга или Кама
Съществува гледна точка, че неправилно се приема името Волга за участъка от реката от сливането с Кама нататък.
Използват се няколко научни правила за отделянето на главната река и притоците ѝ. Обикновено се отчитат следните признаци на реките до и в мястото на сливането им: количество вода, площ на басейна, особености на речната система – количество и обща дължина на всички притоци, дължина на главната река до извора, ъгъл на вливане, височина на извора и долината, средна височина на водосбора, геологическа възраст на долината; ширина, дълбочина, скорост на течението, даже цвят и други показатели.
По количество вода Волга и Кама са близки помежду си (средният им годишен дебит е съответно 3000 m3/s и 3800 m3/s). По площ на водосборния басейн към мястото на сливане на реките малко по-голям е този на Волга (за площи на басейните са взети такива стойности, каквито са били в естествени условия) – 260 900 km2 срещу 251 700 km2. На тази територия обаче Волга обединява по-малък брой реки и отстъпва по това на Кама (66,5 хил. срещу 73,7 хил. реки). Средната и абсолютната височини на Волжкия басейн са по-ниски от тези на Камския, тъй като в басейна на Кама се намира планината Урал.
Също така долината на Кама е по-стара от тази на Волга. В първата половина на кватернера, до ледниковия период, Волга не е съществувала в съвременния си вид. Съществувала е само Кама, която, обединявайки се с Вишера, непосредствено се е вливала в Каспийско море. Оттокът на съвременната горна част на Кама е отивал на север, към река Вичегда. Заледяването е довело до преобразуване на хидрографската мрежа: Горна Волга, която по-рано е отдавала водите си на Дон, се съединява с Кама, при това почти под прав ъгъл. Долна Волга и до днес изглежда като естествено продължение на Камската, а не на Волжката долина.
Тази гледна точка се поддържа от арабската географска традиция през Средновековието, която свързва извора на река Итил именно с Кама.
Изборът на основната река в случаи, които не са напълно определени от гледна точка на хидрологията, се определя от исторически наложените представи и имена. В днешни дни река Кама се счита за приток на Волга, и по-точно – на Куйбишевското водохранилище на река Волга.

## В литературата и изкуството
Волга заема централна роля в образното възприятие на руската народност и е символ за етническата цялост на руския народ.
В литературата и изкуството Волга не се среща твърде често, но с нейния образ са свързани редица значими произведения. В културата на XIX и началото на XX век с Волга са свързани творци като Николай Некрасов, Максим Горки и др.
Съветското идеологизирано изкуство по-късно широко използва образа на Волга, създаден от изкуството на дореволюционна Русия. Волга често е отъждествявана с „Родината-майка“.

### Поезия
Връзката на Волга с руския народ, неговата история и култура, е отразена в творчеството на много писатели. За първооткриватели на темата в поезията се считат Николай Карамзин (стихотворението „Волга“, 1793 г.) и Иван Дмитриев, а по-късно излизат и произведения на автори и литератори като Аполон Коринтски, Александър Навроцки, княз Николай Мансирев. Широко се използва и фолклорната традиция, свързана с Волга, която привлича вниманието на много поети от XIX век – Николай Мансирев, Степан Скиталец, княз Александър Шаховски, Александър Ширяевец. Някои стихове на тези поети стават народни песни: „Меж крутых бережков...“ на Матвей Ожегов, „Из-за острова на стрежень...“ на Дмитрий Садовников, „Далеко, далеко степь за Волгу ушла...“ на Михаил Розенхайм, „Дубинушка“ на Леонид Трефолев, „Утес Стеньки Разина“ на Александър Навроцки.
В епохата на романтизма Волга присъства в творчеството на Константин Батюшков, Пьотър Вяземски („Вечер на Волга“ 1816 г.), Николай Язиков. В техните стихове Волга изпъква като символ на Русия и темата за реката при тях е свързана с темата Родина. Измежду всички руски лирици Язиков посвещава най-много стихотворения на реката – 6.
Александър Пушкин, който прекарва 1833 г. на Волга, продължава фолклорната традиция с „Песнями о Степане Разине“ и въвежда в поезията широко разпространения във фолклора образ на волжкия атаман Степан Разин, наричан „син на майчица Волга“, неин „жених“, а буйният характер на реката е описван като сроден на неговия свиреп и храбър нрав и широка душевност.
В средата на 19 век в руската поезия навлиза мотивът за „трудовата“ Волга, бурлачеството и романтичната традиция отстъпва място на епохата на реализма. В стихотворението „На Волга“ Николай Некрасов противопоставя реката и човека, а като народна закрилница и хранителница реката е представена в стиховете на Леонид Трефолев, Владимир Гиляровски, Николай Огарев.
В края на 19 век волжки легенди, приказки и предания се събират и пренареждат в стихотворна форма от редица поети като Дмитрий Садовников („На старой Волге“, 1906 г.), Аполон Коринтски („Бывальщины“, 1900 г., „Волга. Сказания, картины и думы“, 1903 г.), Александър Навроцки („Сказания минувшего“, 1906 г.), Степан Скиталец („Волжские легенды“, 1898 г.).

Волга присъства силно и в поезията на поети, родени или живели на бреговете ѝ като Спиридон Дрожин, Николай Гладков, Николай Благов (поемата „Волга“, 1956 г.) и Константин Балмонт, който в своите „Стозвучные песни“ пише: 
| „ | Няма да има Египет без Нил, няма да бъде Индия без Ганг, и ако в реда на най-великите и най-прекрасните страни е Русия, това е защото има Волга. | “ |

### Фолклор
В руския фолклор има много легенди, епоси, сказания, предания и песни за реката. По-известни народни песни за Волга са „Вниз по Волге-реке“, „Меж крутых бережков“, „Ах ты, Волга ли, Волга-матушка“, „Волга, реченька глубока“, „Вниз по матушке по Волге“, „Волга, моя матушка“.
Свързани с определена тема са „Из-за острова на стрежень“ и „Утёс“ – песни за Волга и Степан Разин, „Дубинушка“ – песен на волжките бурлаци, „Жигули“ – руска народна песен за Волга и Жигульовските планини и др.
Според народните легенди в Змейската пещера на Волга живеят митични същества – диви хора.

### Песни
- „Тече Волга“ – Людмила Зикина
- „Сормовска лирическа“ – Б. Мокроусов, Е. Долматовски
- „Волга – речица дълбока“ – Н. Нолински, М. Зубова
- „Как по Волге-Матушке“ – Владимир Висоцки
- „Волга-Волга“ – песен от едноименния филм

### Филми
- „Волга-Волга“ (1938 г.) – музикална комедия
- „Жесток романс“ (1984 г.) – филм по пиесата на Островски „Без зестра“, режисьор Елдар Рязанов

### Живопис
- „Изглед на уездния град Романов-Борисоглебск от югоизточната страна“, Иван Белоногов, 1838
- „Кръстно шествие в Ярославъл“, Алексей Боголюбов, 1863
- „Разлив на Волга под Ярославъл“, Алексей Саврасов, 1871
- „Бурлаци, преминаващи брод“, Иля Репин,
- „Могила на Волга“, Алексей Саврасов, 1874
- „Волга край Жигульовските планини“, Иван Айвазовски, 1887
- „На Волга“, Абрам Архипов, 1889
- „Ярославъл. Стрелката“, Г. Сабанеев, 1904
- „Разходка на Волга“, Борис Кустодиев, 1909
- „Степан Разин“, Иван Суриков ок. 1910
- „На Волга“, Борис Кустодиев, 1922